# ساکارامی
ساکارامی (به لاتین: Sakaramy) یک منطقهٔ مسکونی در ماداگاسکار است که در آنتسینانا دوم واقع شده‌است. ساکارامی ۳٬۴۰۰ نفر جمعیت دارد و ۳۵۰ متر بالاتر از سطح دریا واقع شده‌است.